# Regione di Nitra
La regione di Nitra (in slovacco Nitriansky kraj) è una delle otto regioni amministrative (kraj) della Slovacchia.
Confina a sud con l'Ungheria, a ovest con la regione di Trnava, a nord con la regione di Trenčín e a est con la regione di Banská Bystrica. Il capoluogo è la città di Nitra, altre città importanti sono Topoľčany, Nové Zámky, Komárno e Levice.
A nord il territorio è attraversato dalle propaggini dei Carpazi e diviene sempre più pianeggiante dirigendosi verso sud. Il confine meridionale è costituito dal Danubio; altri fiumi importanti nella regione sono l'Ipeľ, il Váh, il Nitra e il Hron.
Nella sua parte meridionale risiede una folta minoranza di lingua ungherese, il cui centro principale è Komárno.

## Geografia antropica

### Suddivisioni amministrative

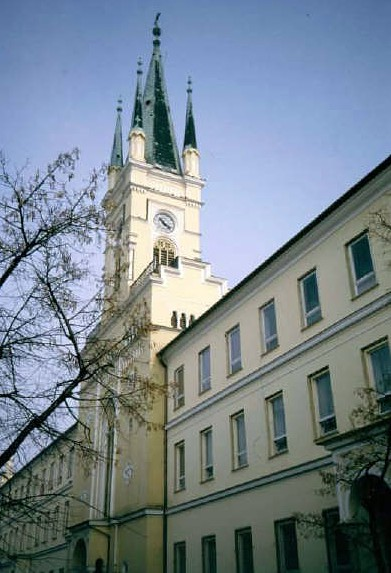
Architettura neogotica a Nitra, capoluogo della regione.

La regione è composta da 7 distretti:
|  | - Komárno - Levice - Nitra - Nové Zámky - Šaľa - Topoľčany - Zlaté Moravce |